# Бірманська держава
Бірма́нська держа́ва (бірм. ဗမာနိုင်ငံတော်, трансліт. ba.ma nuingngamtau; яп. ビルマ國, Biruma-koku) — держава, що існувала у М'янмі в 1943—1945 роках. Створена під час Другої світової війни за підтримки Японської імперії, після того як вона взяла під контроль більшу частину Бірми, що була колонізована британцями. Проголосила незалежність 1 серпня 1943 року від Британської імперії. Входила до складу Великої східноазійської сфера спільного процвітання, що керувалася Японією. З 1943 року перебувала під фактичною окупацією японських військ, що стояли в державі для її захисту від британсько-китайсько-американських сил. Столиця — Рангун (сучасний Янгон). Основна мова — бірманська. Площа — 678,500 км², населення — близько 18,85 млн осіб. Стала місцем проведення Бірманської опереції. Внаслідок поразки Японії припинила існування 27 березня 1945 року.  В історіографії країн, що належали до антигітлерівської коаліції, тенденційно визначається як «маріонеткова держава» Японії.